# آدم بروكس
آدم بروكس (بالإنجليزية: Adam Brooks)‏ (و. 1956 – م) هو مخرج سينمائي، وممثل، وكاتب سيناريو، من كندا، ولد في تورونتو.

## وصلات خارجية
- آدم بروكس على موقع IMDb (الإنجليزية)
- آدم بروكس على موقع ألو سيني (الفرنسية)
- آدم بروكس على موقع تيرنر كلاسيك موفيز (الإنجليزية)
- آدم بروكس على موقع أول موفي (الإنجليزية)
- آدم بروكس على موقع بوكس أوفيس موجو (الإنجليزية)
- آدم بروكس على موقع قاعدة بيانات الأفلام السويدية (السويدية)
- آدم بروكس على موقع قاعدة بيانات الفيلم (الإنجليزية)
- آدم بروكس على موقع كينوبويسك (الروسية)